# Njeguši

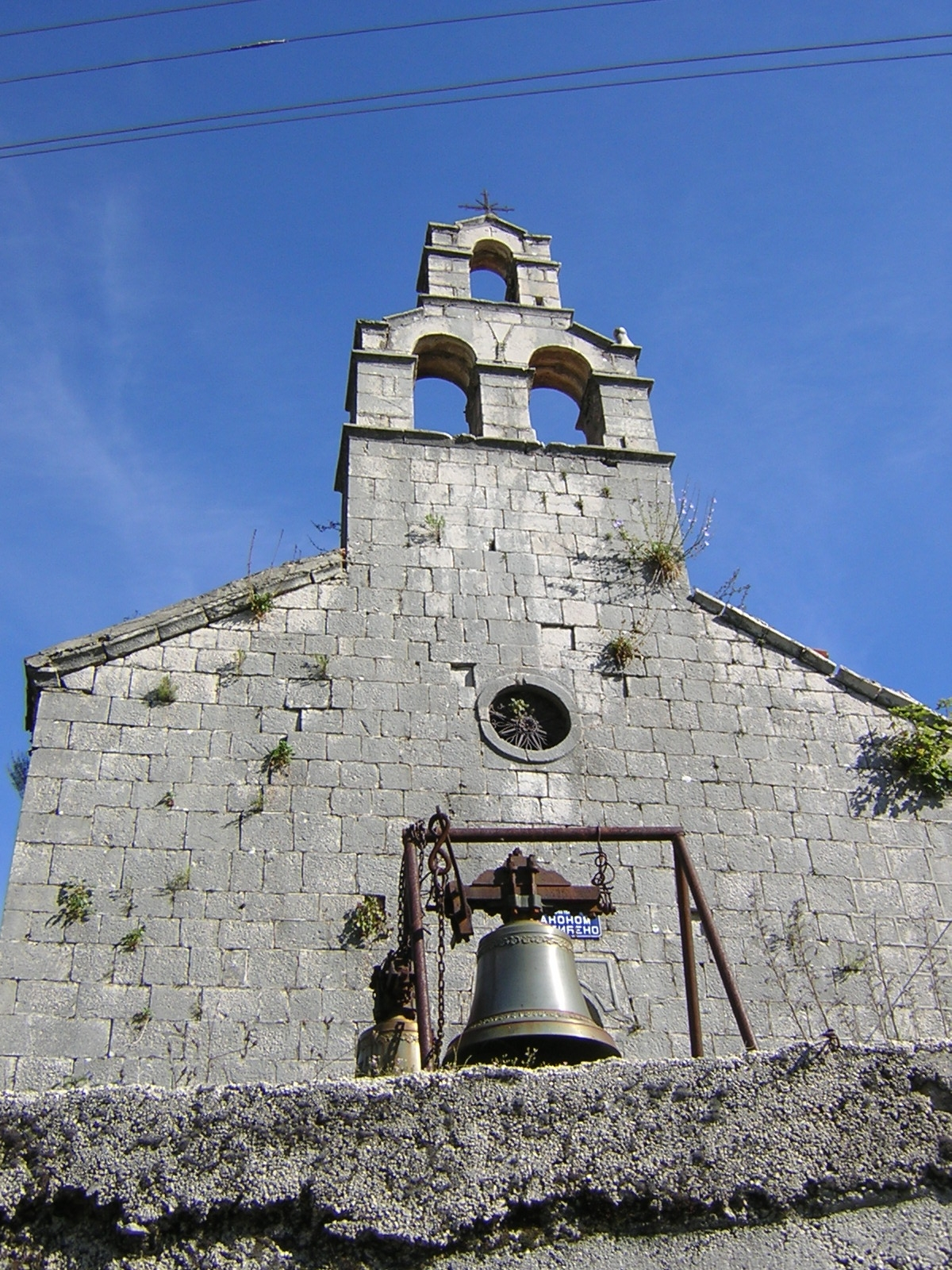
La chiesa di San Giorgio

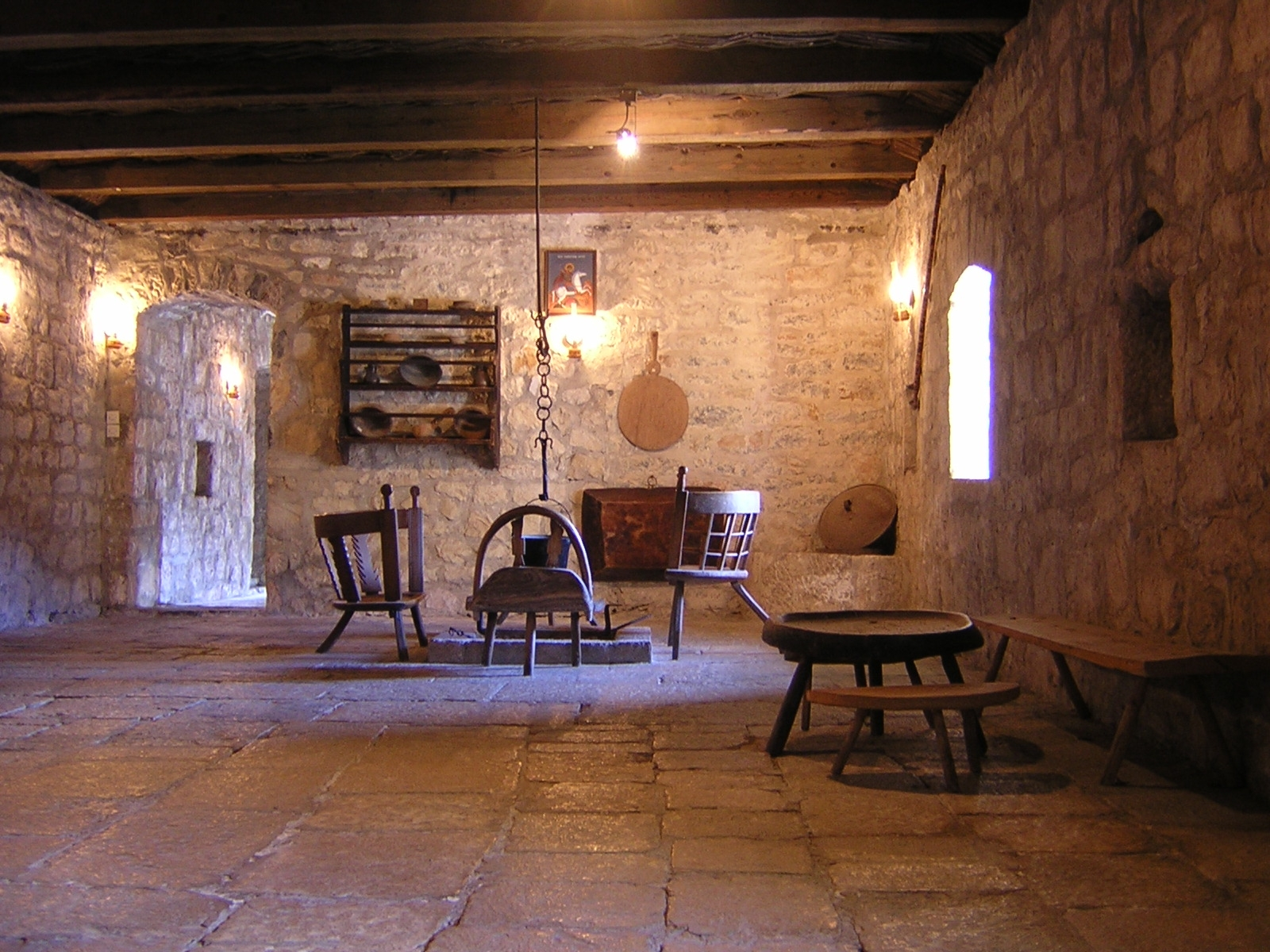
Interno della Casa Natale dei Petrović-Njegoš

Njeguši (in montenegrino cirillico Његуши) è un villaggio della municipalità di Cettigne, nel sud del Montenegro. È collocato alle pendici del monte Lovćen, all'interno del parco nazionale del Lovćen. È conosciuto per essere il luogo di origine della dinastia dei Petrović, che ha governato sul Montenegro dal 1696 al 1918.

## Geografia
Njeguši è situato sulle pendici settentrionali del Lovćen, in posizione dominante sulle Bocche di Cattaro, a 20 km ad est di Cettigne. È formato dagli insediamenti di Dugi Do, Žanjev Do, Erakovići, Kopito, Vrba, Raićevići, Velji e Mali Zalazi, Majstori e Mirac distribuiti lungo la strada che unisce Cattaro a Cettigne.

## Storia
Il nome Njeguši viene derivato tradizionalmente da una delle più antiche tribù montenegrine che abitava questa area e che ancora oggi si trovano in piccole comunità proprio esclusivamente nell'area del villaggio. Questo villaggio è conosciuto soprattutto per essere stato il luogo di nascita di molti principi e re del Montenegro appartenenti alla dinastia dei Petrović-Njegoš, che ressero lo stato dal 1696 al 1918.
Stilisticamente il villaggio è conosciuto per essere un centro in cui è stata preservata l'architettura originaria di molte delle strutture e delle case dell'abitato.

## Monumenti e luoghi d'interesse
- Chiesa di San Giorgio

## Cultura

### Musei
- Casa-Museo dei Petrović-Njegoš, in località Erakovići, fa parte del Museo nazionale del Montenegro. Ospita al suo interno quadri, sculture e utensili della tradizione montenegrina.

### Gastronomia
Due prodotti tipici sono il Njeguški sir (un formaggio) e Njeguški pršut (un prosciutto), che sono prodotti esclusivamente nell'area di Njeguši e contribuiscono in modo decisivo alla formazione della cucina tradizionale montenegrina.

## Società

### Evoluzione demografica
L'insediamento di Njeguši constava nel 2011 di 35 residenti; l'età media della popolazione era di 37,2 anni (28,0 per gli uomini e 52,5 per le donne). La comunità era composta essenzialmente di 6 famiglie e il numero medio di componenti per famiglia era 2,83.
| 1948 | 61 |
| 1953 | 60 |
| 1961 | 77 |
| 1971 | 49 |
| 1981 | 35 |
| 1991 | 23 |
| 2003 | 17 |
| 2011 | 35 |

### Etnie[1]
- Montenegrini - 33
- Russi - 1
- Sconosciuto - 1